# 巴拉素镇
巴拉素镇，是中华人民共和国陕西省榆林市榆阳区下辖的一个乡镇级行政单位。

## 历史
巴拉素镇一带在1950年以前属于横山县管辖，横山县后在这里设立河北乡。1950年始划入榆林县。

## 地理
巴拉素镇地处位于长城以外，毛乌素沙漠南缘。

## 行政区划
巴拉素镇下辖以下地区：
巴拉素村、讨忽兔村、忽惊兔村、小旭吕村、大旭吕村、新庙滩村、大顺店村、白城台村、三场村、讨讨滩村、马家兔村和元大滩村。